# MACS J1149 Lensed Star 1
MACS J1149 Lensed Star 1 eller Icaros, är en ensam stjärna i norra delen av stjärnbilden Lejonet. Den har en högsta kombinerad genomsnittlig skenbar magnitud av ca 28,4.
Den är en blå superjättestjärna som observerats genom en gravitationslins och är den näst mest avlägsna individuella stjärnan som hittills har upptäckts (näst efter WHL0137-LS, eller Earendel, i mars 2022), på cirka 14 miljarder ljusår från jorden (rödförskjutning z=1,49; avstånd på 14,4 miljarder ljusår; tillbakablickstid på 9,34 miljarder år). Ljus från stjärnan sändes ut 4,4 miljarder år efter Big Bang. Enligt medupptäckaren Patrick Kelly är stjärnan åtminstone hundra gånger längre bort än den näst längsta observerade stjärnan som inte är supernova, SDSS J1229+1122, och är den första förstorade enskilda stjärnan som har setts.

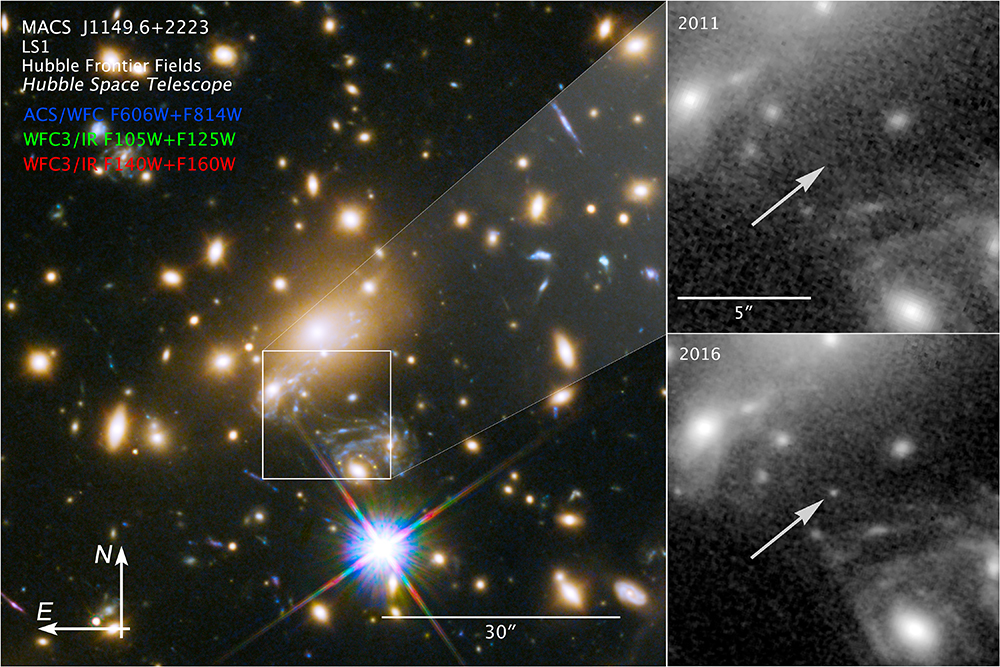
Observation av MACS J1149 Lensed Star 1
Ett galaktiskt kluster (vänster) förstorade en avlägsen stjärna (nu heter Icarus) mer än 2 000 gånger, vilket gjorde den synlig 2016 från jorden (nedre till höger), 9,34 miljarder ljusår bort – även om den var synlig 2016, stjärnan var inte synlig 2011 (överst till höger).

## Historik
I april och maj 2018 hittades stjärnan under studien av supernovan SN Refsdal med rymdteleskopet Hubble. Astronomen Patrick Kelly vid Universitetet i Minnesota är huvudförfattaren till fyndrapporten, publicerad i tidskriften Natur, Astronomy.

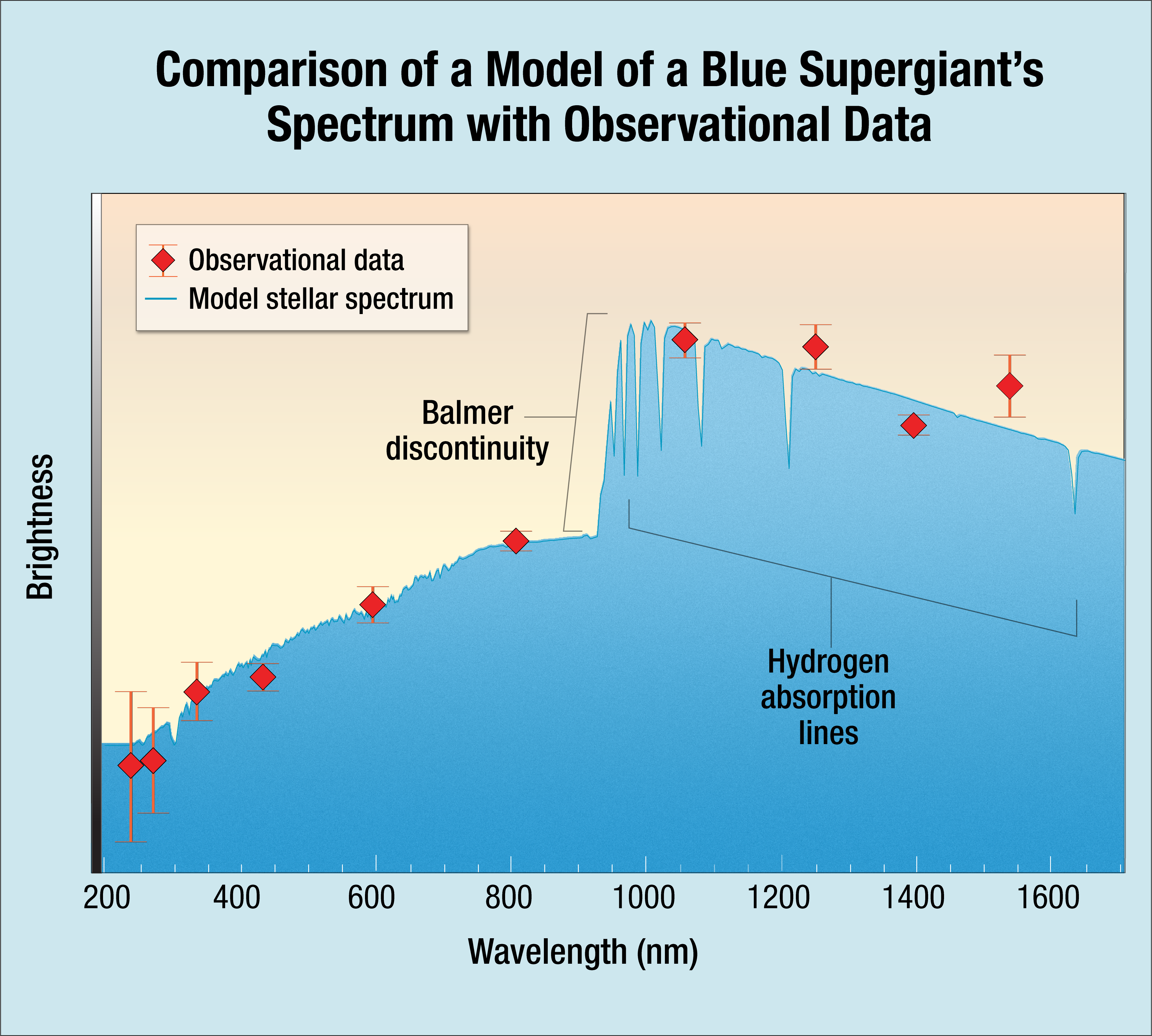
Jämförelse av observerade data från stjärnan Ikaros med en modell av ett spektrum för blå superjättestjärna. Ultraviolett ljus förskjuts till det synliga området och stjärnan ser rödaktig ut.

Medan astronomer hade samlat in bilder av denna supernova från 2004 och framåt, upptäckte de nyligen en punktkälla som hade dykt upp i deras bilder från 2013 och blivit mycket ljusare 2016. De fastställde att punktkällan var en ensam stjärna som förstorades mer än 2 000 gånger genom gravitationslinser. Ljuset från LS1 förstorades inte bara av den enorma totala massan av galaxhopen MACS J1149+2223 – som ligger 5 miljarder ljusår från jorden – utan också övergående av ett annat kompakt objekt med cirka tre solmassor inom själva galaxhopen som passerade genom siktlinjen, en effekt känd som gravitationell mikrolinsning. Galaxhopens förstoring är förmodligen en faktor på 600, medan mikrolinsningshändelsen, som nådde sin topp i maj 2016, gjorde bilden ljusare med ytterligare en faktor på ca 4. Det fanns en andra topp nära ljusstyrkekurvans maximum, vilket kan tyda på att stjärnan är en dubbelstjärna. Mikrolinskroppen kan ha varit en stjärna eller ett svart hål i klungan. Kontinuerlig övervakning av stjärnan Ikaros kan en dag utesluta möjligheten att ursprungliga svarta hål utgör en ansenlig del av mörk materia. Normalt skulle de enda astronomiska objekten som kan upptäckas på detta område vara antingen hela galaxer, kvasarer eller supernovor, men ljuset från stjärnan förstorades av linseffekten. De fastställde att ljuset kom från en stabil stjärna, inte en supernova, eftersom dess temperatur inte fluktuerade; temperaturen tillät dem också att katalogisera stjärnan som en blå superjätte. Eftersom det synliga ljuset är den rödförskjutna ultravioletta svansen, verkar stjärnan inte blå för oss utan rödaktig eller rosa.
Ljuset som observerades från stjärnan sändes ut när universum var cirka 30 procent av sin nuvarande ålder på 13,8 miljarder år. Kelly föreslog att liknande mikrolinsupptäckter kunde hjälpa dem att identifiera de tidigaste stjärnorna i universum.
Upptäckten visar att astronomer kan studera de äldsta stjärnorna i bakgrundsgalaxer i det tidiga universum genom att kombinera den starka gravitationslinseffekten från galaxhopar med gravitationella mikrolinsningshändelser orsakade av kompakta objekt i dessa galaxhopar. Genom att använda dessa fenomen kan astronomer studera och testa några modeller om mörk materia i galaxhopar och observera högenergihändelser (supernovor, variabla stjärnor) i unga galaxer.

## Nomenklatur
Det formella namnet MACS J1149 är en referens till MAssive Cluster Survey och stjärnans koordinater under den astronomiska epoken J2000. Medan Kelly hade velat namnge stjärnan Warhol, anspelande på Andy Warhols föreställning om att ha 15 minuter av berömmelse, beslutade teamet att namnge stjärnan Icarus baserat på den grekiska mytologiska figuren.